# Asesinato de Morgan Dana Harrington
Morgan Dana Harrington (Roanoke, Virginia; 24 de julio de 1989 - Charlottesville, Virginia; 17 de octubre de 2009) fue una joven estadounidense de 20 años alumna de la Universidad de Virginia que desapareció del anfiteatro John Paul Jones Arena mientras asistía a un concierto de Metallica en Charlottesville. 
Sus restos fueron descubiertos tres meses después en unas tierras de cultivo rurales. Posteriormente se estableció una conexión forense con Jesse L. Matthew, Jr., el principal sospechoso del asesinato de Hannah Graham, una estudiante de la misma universidad que se cree que fue secuestrada el 13 de septiembre de 2014.
El 15 de septiembre de 2015, Matthew fue acusado formalmente de asesinato en primer grado y de secuestro con la intención de violar a Harrington. El 2 de marzo de 2016, Matthew se declaró culpable del secuestro y asesinato de Graham y de Harrington, recibiendo cuatro cadenas perpetuas consecutivas sin posibilidad de libertad condicional.

## Desaparición

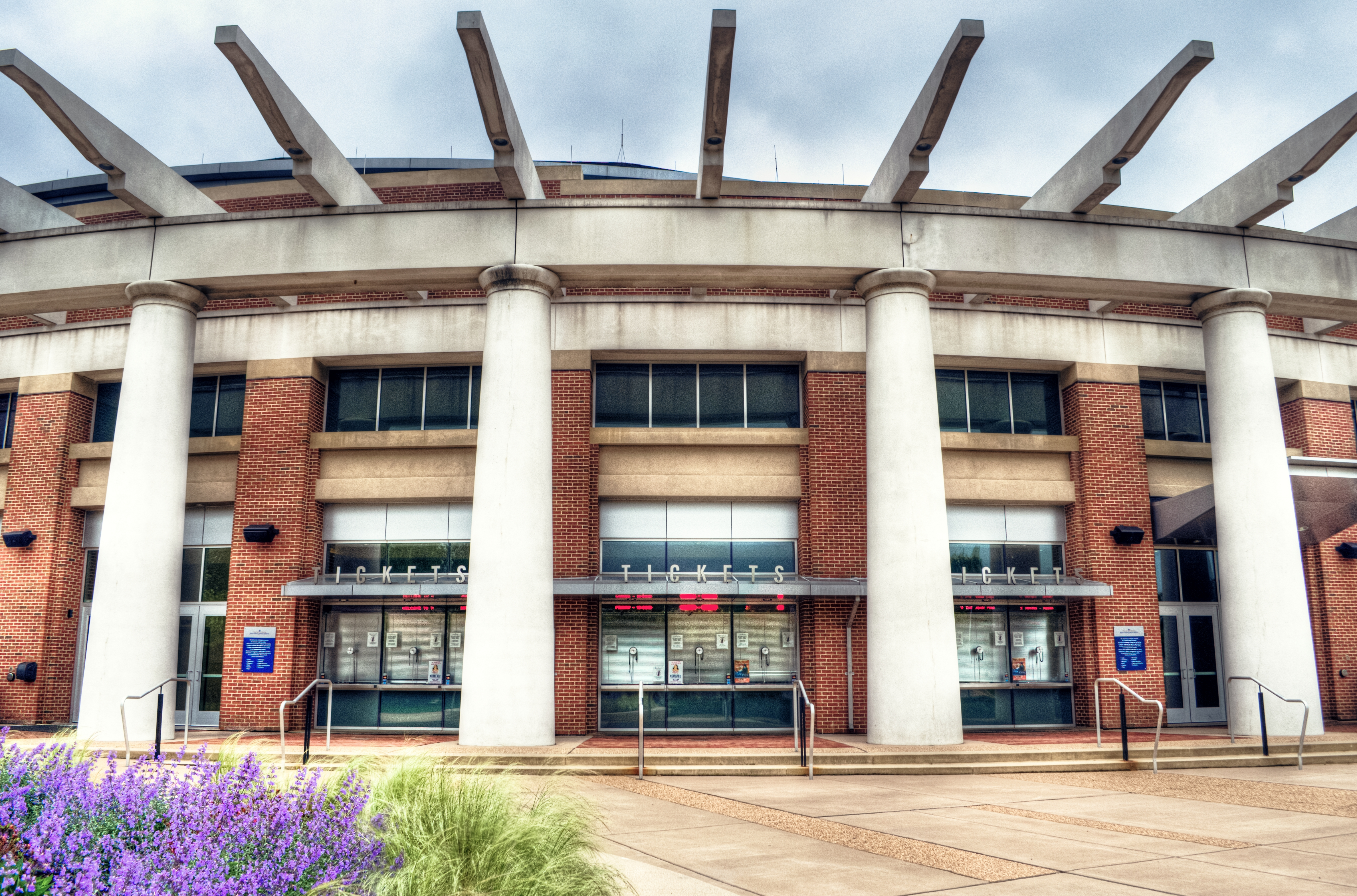
Anfiteatro John Paul Jones, donde tocaba Metallica la noche en que desapareció Morgan Dana.

El 17 de octubre de 2009, Harrington y tres amigos condujeron hasta el John Paul Jones Arena, en la Universidad de Virginia en Charlottesville, donde tocaba el grupo Metallica. Momentos antes de que empezara el concierto, ya dentro del recinto, Harrington les dijo a sus amigos que se iba al baño. Cuando no regresó, llamaron a su teléfono móvil a las 20:48 horas y ella les dijo que estaba fuera del lugar debido a la política de los miembros de seguridad del recinto de no poder reingresar al mismo, agregando que volvería por su cuenta a casa, si bien pidió a sus amigos que no se preocuparan. Según los informes de los testigos, fue vista por última vez alrededor de las 21:30 horas haciendo autostop en un puente cercano. También hubo dos testigos que afirmaron haberla visto con tres hombres después de que ella abandonara el lugar del concierto.
El bolso de Harrington, que contenía su identificación y su teléfono móvil (con la batería quitada), fue descubierto en el estacionamiento de vehículos recreativos en el Lannigan Athletic Field de la Universidad de Virginia después de su desaparición. Sus restos fueron descubiertos por un agricultor el 26 de enero de 2010, a 16 km del lugar en el que fue vista por última vez, en un área remota de la Granja Ancorage. Aunque los investigadores no divulgaron información sobre su muerte, sus padres confirmaron que había sido muy violenta y que los huesos estaban rotos. Su madre luego confirmó que su hija había sido violada.
En abril de 2010, las pruebas forenses confirmaron que una camiseta del grupo Pantera, que se había encontrado en noviembre de 2009 fuera de un edificio de apartamentos a dos kilómetros de la arena, era de hecho la prenda que Harrington llevaba la noche en que desapareció. La policía también determinó un vínculo forense entre el asesinato de Harrington y un secuestro y agresión sexual en Fairfax en septiembre de 2005. También creían que el asesino estaba familiarizado con el área donde se encontró el cuerpo de Harrington.

## Hechos posteriores
El caso obtuvo tanta atención nacional que la Asamblea General de Virginia honró a la estudiante asesinada con una resolución especial.
El asesinato provocó temores, expresados por sus padres en muchas reuniones con los medios, incluidas las transmisiones de televisión a nivel nacional, de que un asesino en serie podría estar viviendo en Virginia. El ADN fue luego vinculado a un intento de secuestro en septiembre de 2005 en la ciudad de Fairfax.
La comunidad de Crime Stoppers ofreció una recompensa de 100.000 dólares por nuevas pistas que ayudaran a resolver el caso; incluso Metallica agregó una recompensa adicional de 50.000 dólares por cualquier información que condujera a una condena. Sus padres continuaron apareciendo en numerosos eventos especiales, incluida la reunión anual "Take Back the Night" de la Universidad de Virginia e instaron a los administradores de la universidad a trabajar hacia un campus más seguro.
En septiembre de 2014, el caso de Harrington se relacionó con el asesinato de Hannah Graham, también en Charlottesville, a través de "evidencia forense" relacionada con Jesse Matthew, el principal sospechoso del último caso. El 20 de octubre de 2014, Matthew fue acusado de un secuestro en 2005 en Fairfax, en el estado de Virginia. Más de una década antes, Matthew había sido acusado dos veces de agresión sexual en dos universidades de Virginia a las que asistió como estudiante. Abandonó cada escuela inmediatamente después de cada acusación. Los asaltos reportados ocurrieron dentro de un período de 11 meses, cuando Matthew se mudó de la Liberty University en Lynchburg a la Christopher Newport University en Newport News. La policía investigó cada informe, pero en ninguno de los incidentes se presentó un caso penal contra él. El 15 de septiembre de 2015, Jesse Matthew fue acusado formalmente de asesinato en primer grado y secuestro con la intención de violación de Morgan Harrington. La fecha del juicio se estableció originalmente para el 17 de octubre de 2016, si bien se postergó una semana porque ese día era el aniversario de la desaparición de Harrington.
El 2 de marzo de 2016, después de que Matthew se declarara culpable del asesinato de Hannah Graham en 2014 y del asesinato de Morgan Harrington en 2009, un juez lo condenó a cuatro cadenas perpetuas consecutivas. Según los términos del acuerdo de declaración de culpabilidad, Matthew renunció a su derecho de apelar y no sería elegible para la liberación geriátrica. Varios medios de noticias locales informaron el 21 de mayo de 2019 que Matthew fue diagnosticado con cáncer de colon en su fase cuatro. Fue transferido de la prisión estatal Red Onion en el condado de Wise a la prisión estatal Sussex I en Waverly, para recibir tratamiento oncológico.